# Ivo Illuminati
Ivo Illuminati (11 de junio de 1882 – 6 de septiembre de 1963) fue un actor y director cinematográfico de nacionalidad italiana. Illuminati fue un pionero del cine mudo y es una figura redescubierta a finales del siglo XX.

## Biografía
Nacido en Ripatransone, Italia, en 1887 fue a vivir a Roma con sus progenitores y dos hermanos a causa del trabajo del padre, funcionario estatal. En la capital, Illuminati entró en contacto con los operadores de Lumière, que importaban de Francia la técnica del recién nacido arte cinematográfico y enseñaban a los jóvenes. Illuminati fue alumno de Gaston Velle, director de la productora Cines, aprendiendo el uso de la cámara de cine y la utilización de las luces.
Entre 1902 y 1913 fue autor de muchas piezas con una duración de 2 a 5 minutos. Esta vasta producción de cortometrajes, si bien de poca importancia artística, supuso el lanzamiento de numerosos actores del cine mudo: Matilde Di Marzio, Hesperia, Leda Gys, Diomira Jacobini, Maria Jacobini, Fulvia Perini o Elvira Radaelli. A su vuelta de Roma, Illuminati fue actor en 1914 en el film de Emilio Ghione Gespay, fantino e gentiluomo.
Al mismo tiempo, hizo su debut como director. Ese mismo año dirigió La fanciulla di Capri, Una donna y Mamma perdona. Entre 1915 y 1917 Illuminati se confirmó definitivamente rodando, entre otras cintas, Leda innamorata, Quando la primavera ritornò, Sotto l'ala della morte, Dopo la raffica (1915), I re, le torri, gli alfieri (1916) y Emir, cavallo da circo (1917). Las dos últimas están consideradas entre sus mejores producciones. En 1916 Illuminati tuvo un momento decisivo para su carrera: conoció a Lucio D'Ambra y empezó a trabajar con la productora Medusa Film.
La asociación fue breve, y en 1917 Illuminati dirigió La nemica para Silentium Film, una productora de Milán. Tras el gran éxito de Automartirio ese mismo año, el director inició un período muy intenso pero algo frustrante, por la sistemática oposición recibida de parte de una crítica más atenta al cine de importación estadounidense. Además, a menudo sufría la censura del régimen fascista, como en el caso clamoroso de La vita è fumo, película a la que recortaron cerca de 600 metros. Nuevas críticas negativas le llegaron con otros trabajos realizados en 1918, Tombola y La stirpe, si bien el primero de ellos revelaba una interesante vena neorrealista ante litteram (gracias también a la elección de actores no profesionales para los papeles de reparto), haciendo brecha en un público también entregado a la cinematografía americana.
Los años 1920 señalaron el momento de la decadencia en la carrera de Illuminati, tanto por la incursión del cine sonoro, que le cogió de sorpresa, como por la prematura muerte de Margherita Soave, actriz para la cual había dirigido tres películas (él actuaba en una de ellas, Alba rossa), y de la cual estaba profundamente enamorado.
En 1921 dirigió otras tres películas, la última de las cuales, Selika, fue milagrosamente recuperada en la Cineteca Nazionale de Roma. Marginado por el Ministerio de la Cultura Popular, y desplazado por el cine sonoro, Ivo Illuminati se adaptó al trabajo de ayudante de dirección, resurgiendo a finales de los años 1930 con Giuseppe Verdi, de Carmine Gallone, film premiado en el Festival Internacional de Cine de Venecia. En 1941 rodó su última película, aunque el Ministerio de la Cultura Popular le impuso la colaboración con el alemán Hans Hinrich.
Olvidado, Ivo Illuminati falleció en Roma, Italia, en 1963.

## Filmografía
| - La torre dei fantasmi (1914) - La fanciulla di Capri (1914) - Una donna (1914) - Tragico convegno (1915) - Sotto l'ala della morte (1915) - Per non morire (1915) - Leda innamorata (1915) - I cavalieri moderni (1915) - Quando la primavera ritornò (1916) - La maschera dell'amore (1916) - Dopo la raffica (1916) - Automartirio (1917) | - Il re, le torri, gli alfieri (1917) - Emir cavallo da circo (1917) - La vita è fumo (1918) - Giflée (1918) - Selika (1921) - La maschera (1921) - Giovanna la pallida (1921) - Favilla (1921) - Come io vi amo (1921) - La locanda delle ombre (1923) - Il vetturale del San Gottardo (1941) |